# ZOO Safari Borysew
Zoo Safari Borysew – ogród zoologiczny założony w 2008 w Borysewie koło Poddębic (województwo łódzkie). Placówka uzyskała oficjalny status ogrodu zoologicznego w 2011. Zajmuje obszar 25 ha.

## Historia
Ogród powstał w sierpniu 2008 i początkowo zajmował obszar 15 ha, na którym prezentowano 30 gatunków dzikich zwierząt. W tym samym roku w zoo urodził się pierwszy w Polsce osioł poitou, w 2009 sprowadzono białe tygrysy bengalskie. W kolejnych latach do zoo w Borysewie sprowadzono między innymi: białe lwy afrykańskie (2011), żyrafy siatkowane, serwale oraz pumy.
W 2017 ogród otrzymał certyfikat Polskiej Organizacji Turystycznej: Najlepszy Produkt Turystyczny.

## Galeria

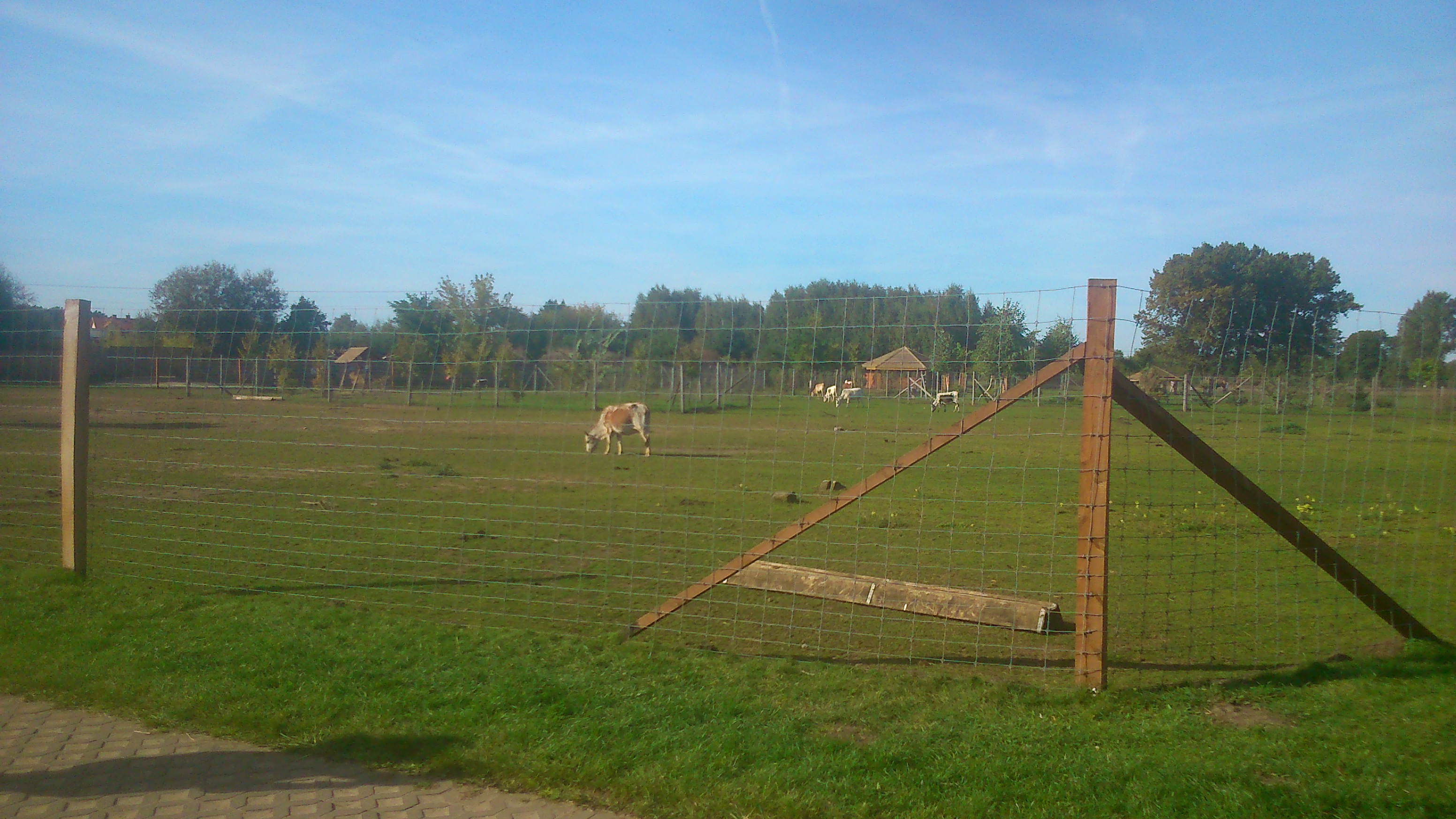
Wybieg w Zoo Safari Borysew
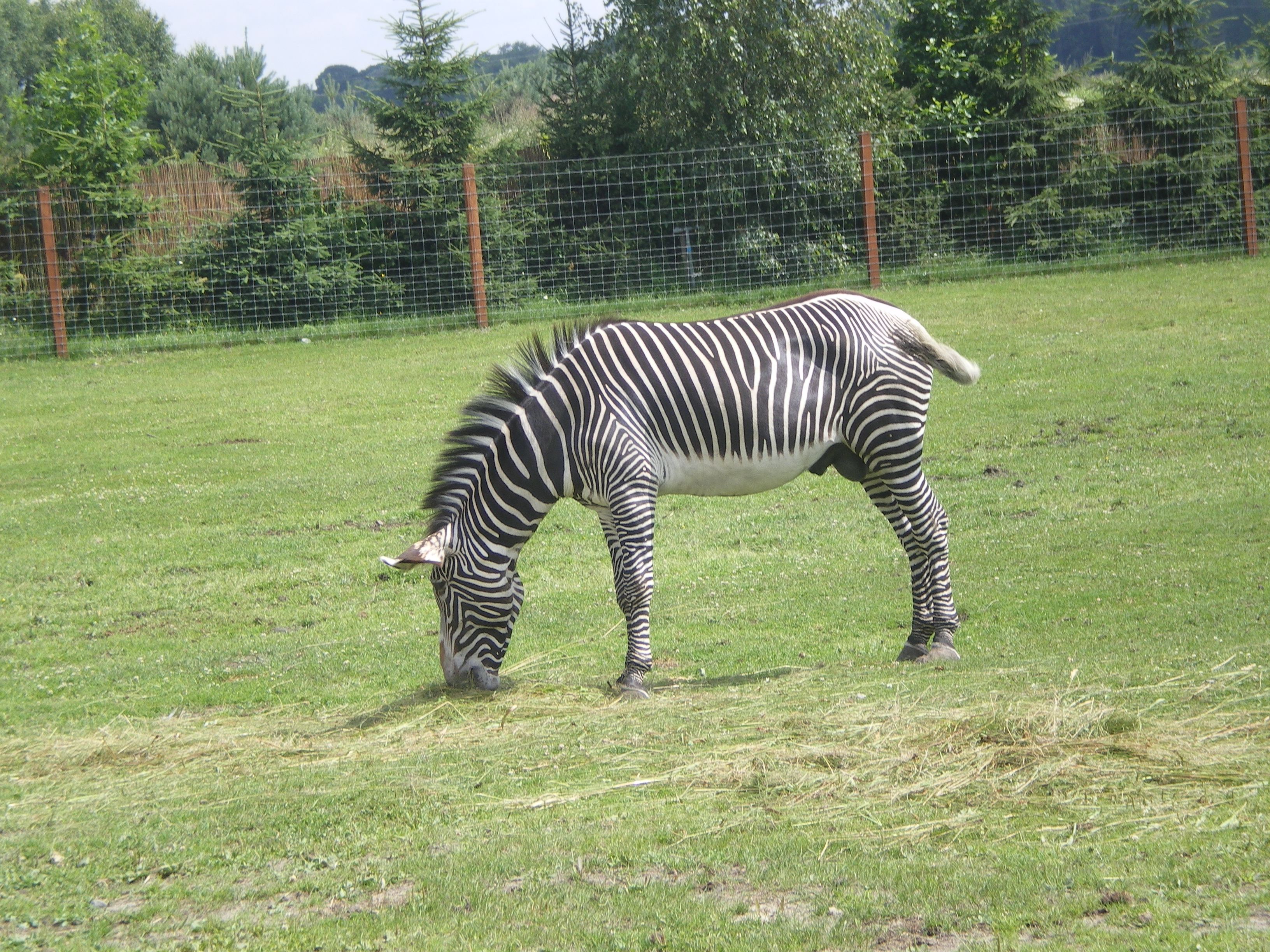
Zebra (Equus)
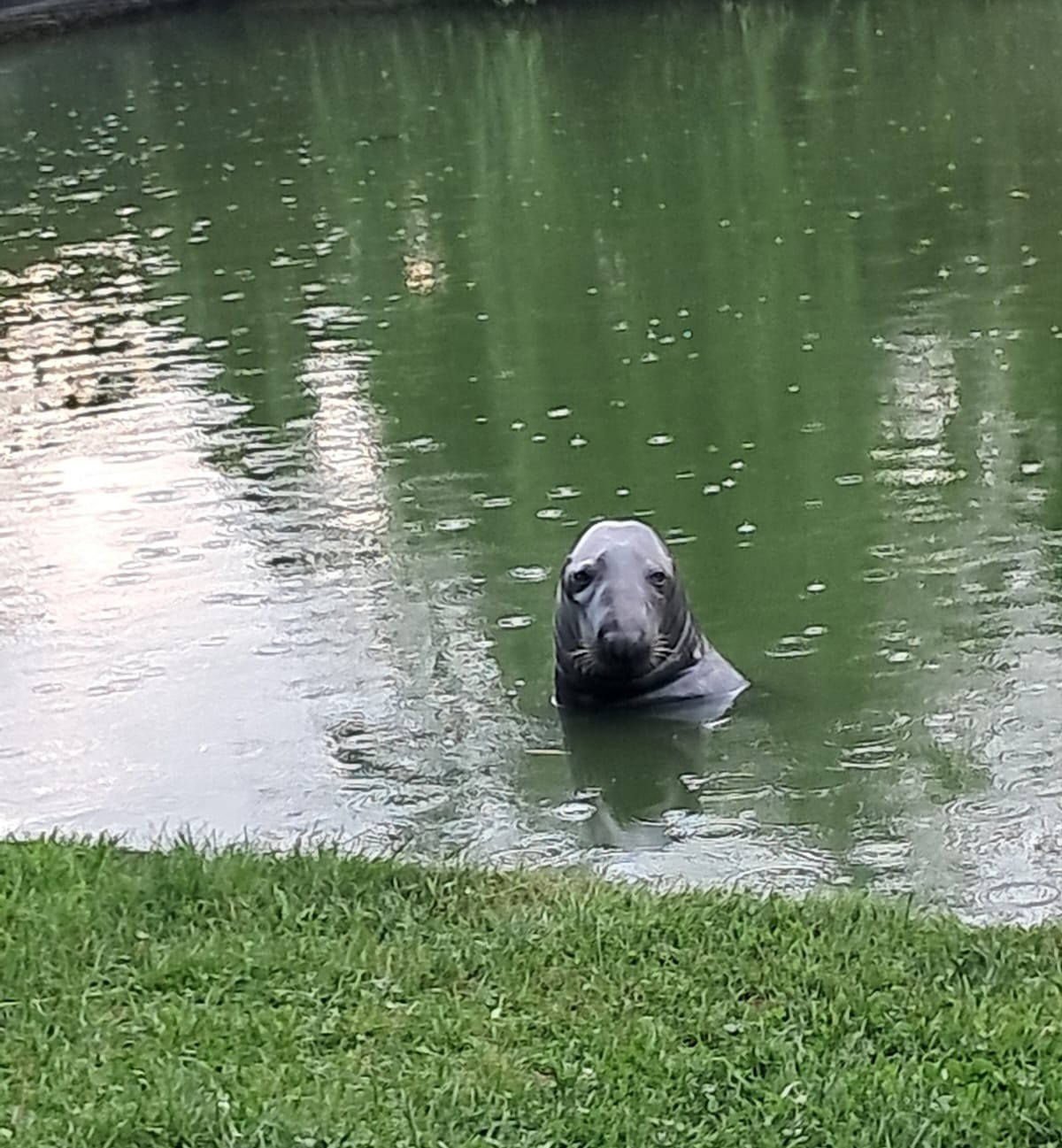
Foka
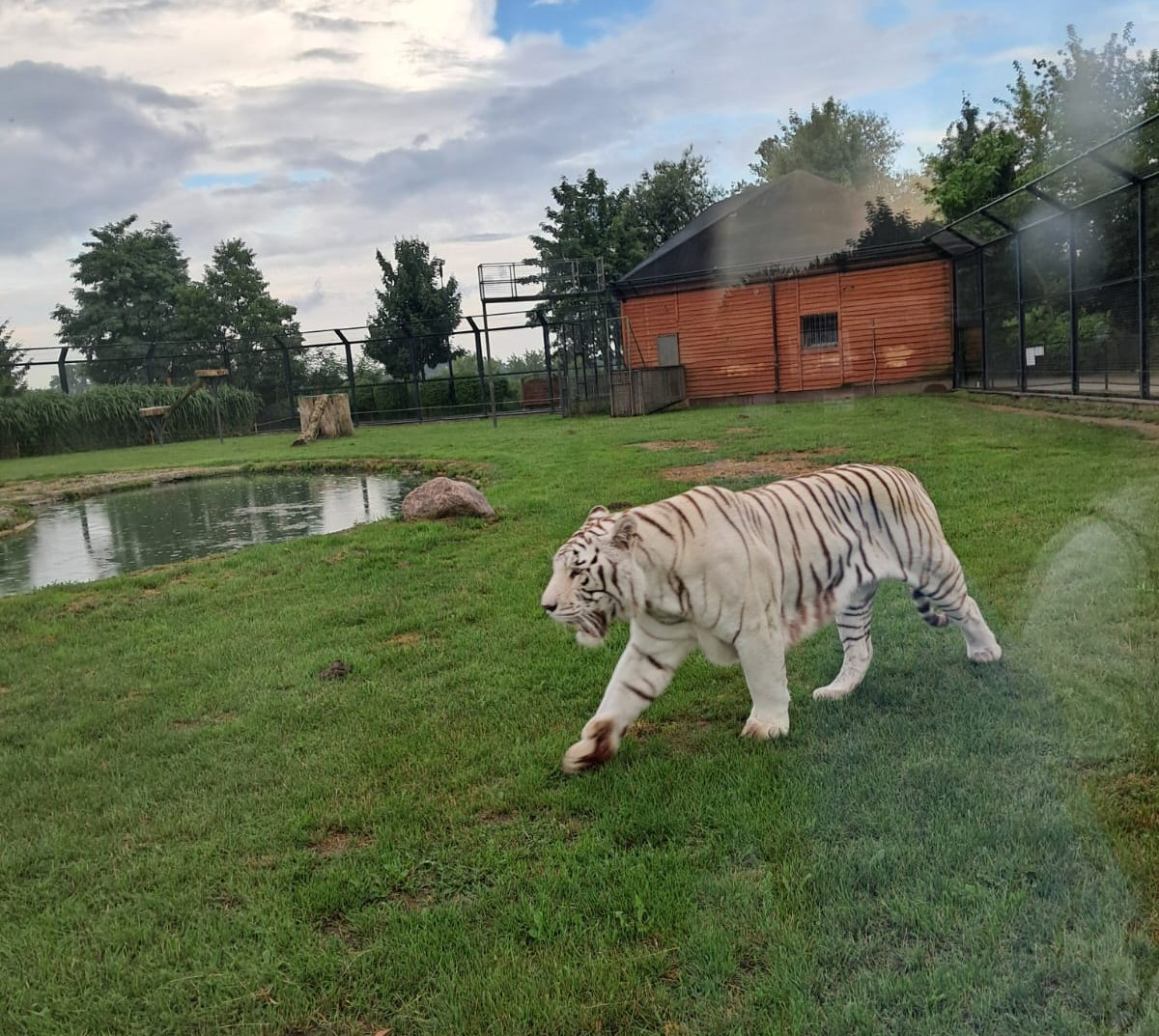
Biały tygrys
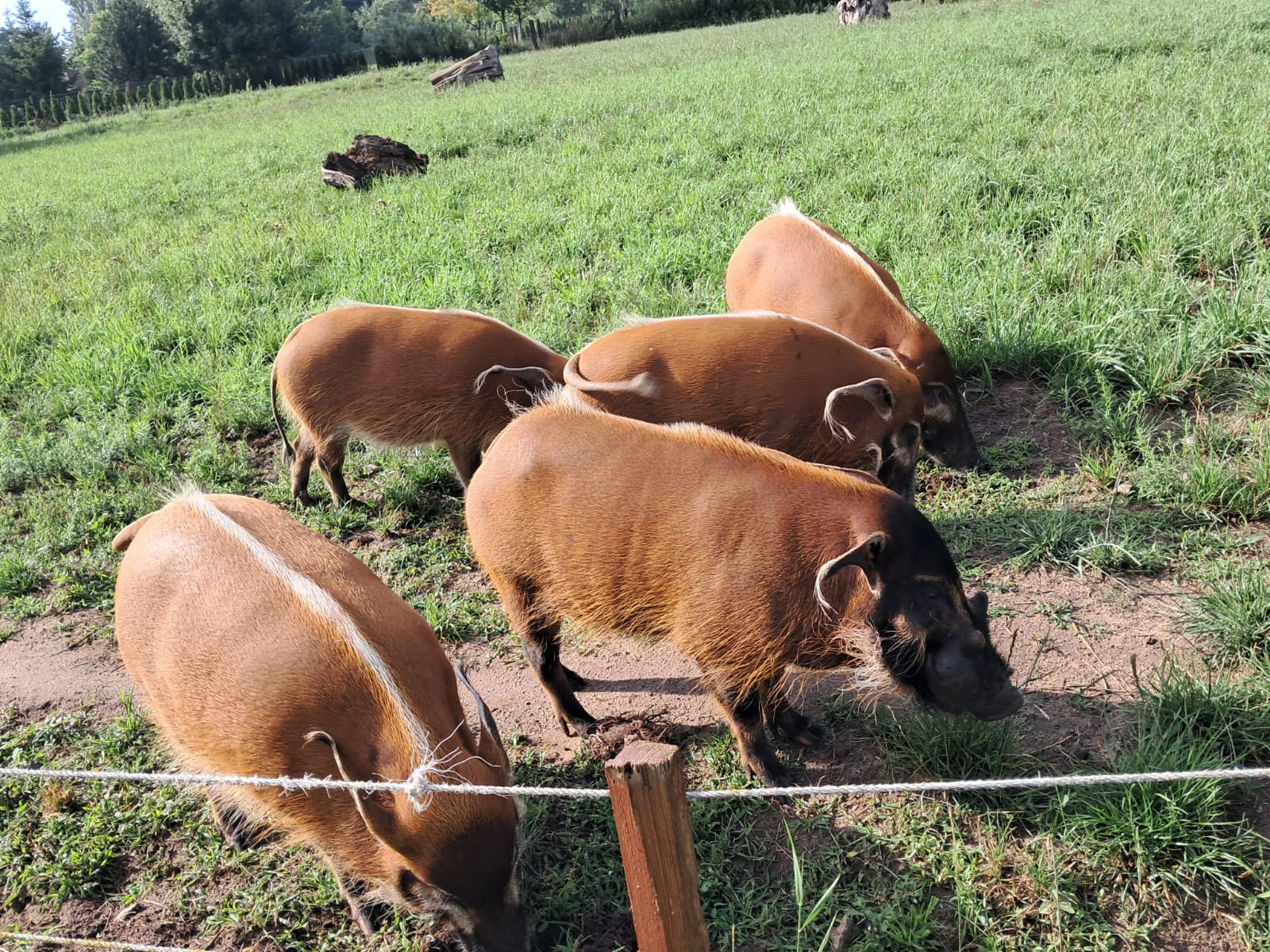
Świnia rzeczna
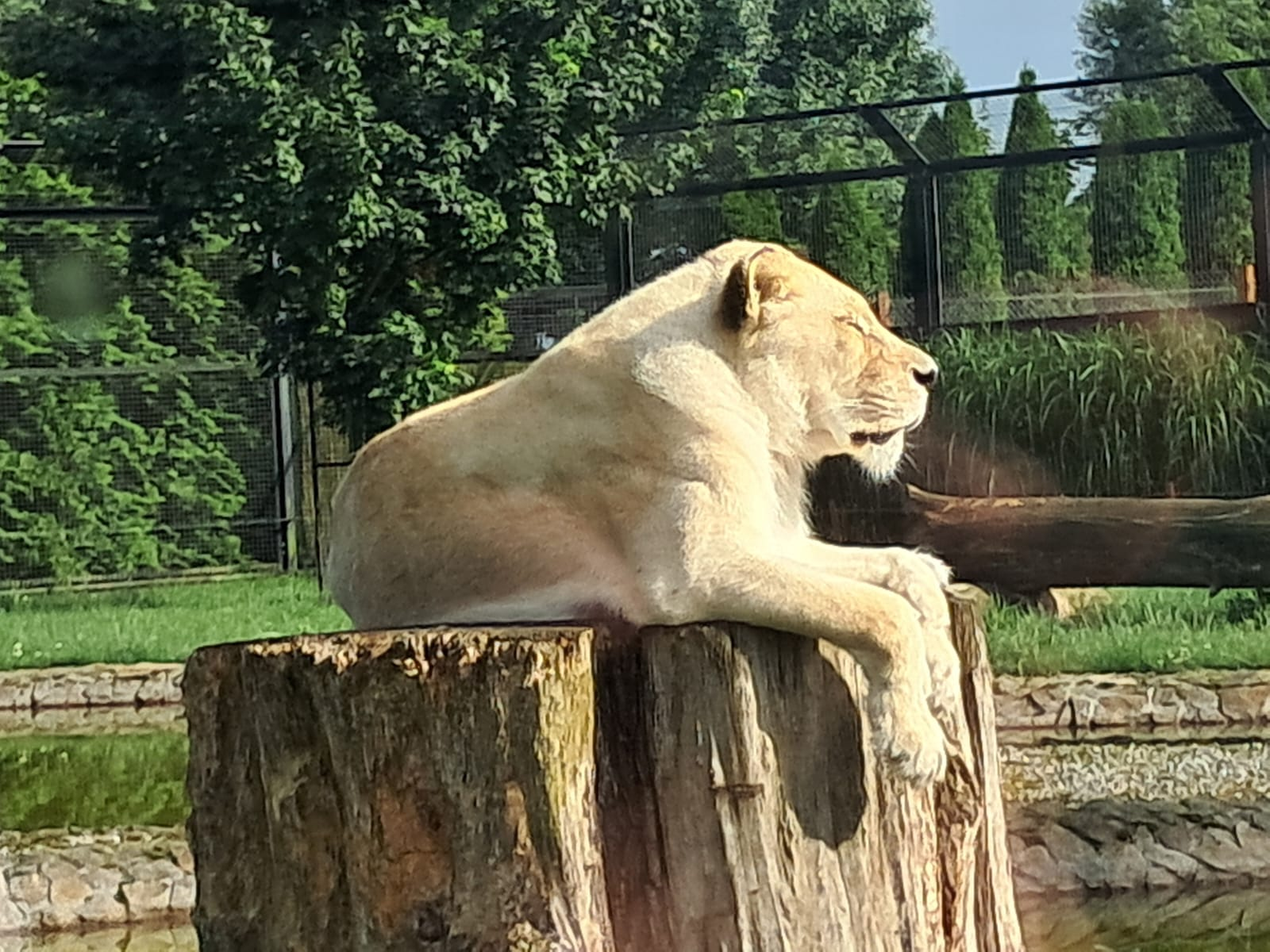
Biała lwica